# Сугруд
Сугруди (іноді судіброви) — типи лісорослинних умов, що об'єднують відносно родючі ґрунтові умови. Ґрунти різні: супіщані та піщані з суглинистими та глинистими прошарками на коренедоступній глибині, глиністі піски і супіски, а також сильно змиті суглинки і чорноземи на схилах балок, в горах — мало- і середньощебенисті буроземи.
До складу рослинності входять всі види суборів, але тут є і породи, що ростуть в грудах. Вони особливо характерні для 2-го ярусу, підліску і живого надґрунтового вкриття. Корінні деревостани в сугрудах є багатоярусні, при чому верхній ярус утворюють сосна, дуб, бук, ялина, ялиця, вільха чорна й інші. Значно багатший і склад 2-го і 3-го ярусів: крім дуба та ялини присутні граб, липа, клен. Продуктивність деревостанів вища ніж в суборах.
В підліску присутні ліщина, бруслина, жимолость, смородина, черемха, бузина чорна, калина. Серед трав — ті, що і в суборах, але є і специфічні: дріоптеріси, квасениця, безщитник жіночий, яглиця, копитняк, зеленчук, зірочник, таволга, осока волосиста.
За вологістю сугруди бувають: дуже сухий (C0); сухий (C1); свіжий (C2); вологий (C3); мокрий (C4); заболочений (C5). 